# Leucauge eua
Leucauge eua är en spindelart som beskrevs av Embrik Strand 1911. Leucauge eua ingår i släktet Leucauge och familjen käkspindlar.
Artens utbredningsområde är Tonga. Inga underarter finns listade i Catalogue of Life.